# Skins (álbum)
«Skins» (estilizado como «SKINS») es el tercer álbum de estudio del rapero estadounidense XXXTentacion, lanzado el 7 de diciembre de 2018. Es uno de los proyectos en los que XXXTentacion estaba trabajando antes de su muerte y su primer álbum lanzado póstumamente. El primer sencillo del álbum fue «BAD!», lanzado el 9 de noviembre de 2018. El álbum incluye las colaboraciones del baterista de la banda pop-punk Blink-182, Travis Barker y el rapero estadounidense Kanye West. El 4 de diciembre de 2018, el álbum se filtró en varios sitios web.

## Acerca del álbum
Después del lanzamiento del EP A Ghetto Christmas Carol, en diciembre de 2017, XXXTentacion anunció que estaba preparando 3 álbumes y finalmente anunció los títulos de los álbumes: ?, SKINS y Bad Vibes Forever. El segundo álbum de estudio de XXXTentacion fue lanzado en marzo del 2018. XXXTentacion fue asesinado a tiros el 18 de junio de 2018 antes de que los álbumes Bad Vibes Forever y SKINS pudieran ser lanzados.
En el instagram oficial de XXXTentacion se anuncia después de su muerte que el álbum sería "súper corto, literalmente será un minuto", pero varias publicaciones informaron que el álbum puede aparecer de forma inacabada. Algunos detalles sobre el álbum se mostraron cuando un enlace de iTunes Store se activó por un período de tiempo el 7 de noviembre antes de ser retirado; la página mostró que el álbum tenía 10 canciones y un total de 17 minutos. El único título que se muestra es el de BAD!. El DJ oficial de XXXTentacion, DJ Scheme declaró que SKINS no será el último álbum póstumo de XXXTentacion
El 23 de noviembre de 2018, un fragmento de la canción titulado "One Minute" que mostraba a Kayne West, se filtró. Esta canción se confirmó más tarde cuando se publicó la lista oficial de las canciones el 3 de diciembre de 2018.
El 17 de diciembre de 2018, el álbum debutó como número 1 del Billboard 200 vendiendo un total de 132 000 copias en su primera semana de lanzamiento, siendo este el primer álbum póstumo en llegar a este puesto desde el cantante fallecido Prince.

## Lista de canciones
| N.º   | Título                                        | Duración |  |
| 1.    | «Introduction»                                | 0:31     |  |
| 2.    | «Guardian Angel»                              | 1:48     |  |
| 3.    | «Train Food»                                  | 2:44     |  |
| 4.    | «Whoa (Mind in Awe)»                          | 2:37     |  |
| 5.    | «Bad!»                                        | 1:34     |  |
| 6.    | «Staring at the sky»                          | 1:25     |  |
| 7.    | «One Minute» (con Kanye West y Travis Barker) | 3:17     |  |
| 8.    | «Difference» (Interludio)                     | 1:16     |  |
| 9.    | «I Don't Let Go»                              | 2:01     |  |
| 10.   | «What Are You So Afraid Of»                   | 2:30     |  |
| 19:43 |                                               |          |  |